# Olympische Winterspiele 1960/Skilanglauf – 4 × 10 km (Männer)
Die 4 × 10-km-Skilanglaufstaffel der Männer bei den Olympischen Winterspielen 1960 fand am 25. Februar 1960 im McKinney Creek Stadium statt.
Beim Start gab es −4 bis −1 °C und einen neuen »Zuschauerrekord« mit 200 Personen. Es wurde auf einer einzigen Schleife gelaufen, die Schlussläufer wurden durch merklichen Rückenwind in der Endphase begünstigt. Anfangs lag ein Dreiergespann mit Finnland, Norwegen und Schweden voraus, doch im Verlauf der zweiten Runde hatte der Schwede Stefansson einen Schwächeanfall und musste kurz unterbrechen. Die Sowjetunion musste bereits nach Scheljuchin, der mit verwachsten Skiern als Achter übergab, die Hoffnungen auf Gold aufgeben. Sowohl die Sowjets als auch Schweden erholten sich von ihren Rückschlägen. Waganow arbeitete sich mit der schnellsten Runde auf Rang 5 vor und Kusnezow brachte sein Team auf Rang 3. Seitens der Schweden kam Larsson nahe an den viertplatzierten Fattor heran, Jernberg ließ dann De Dorigo stehen. Vorne sah es aus, als sei auf den letzten Kilometern der dritten Runde die Entscheidung gefallen, als Huhtala Østby ziehen lassen musste. Der finnische Schlussläufer Hakulinen ging mit 20 Sekunden Rückstand auf Brusveen ins Rennen; erlag nach 5 Kilometern nur mehr 15 Sekunden zurück und 3 km vor dem Ziel schloss zum Norweger auf. Auf den letzten 300 Meter gab es ein Kopf-an-Kopf-Rennen, wobei der völlig erschöpfte Hakulinen sich förmlich ins Ziel warf und acht Zehntelsekunden Vorsprung rettete.

## Ergebnisse
| Platz | #  | Land / Sportler                                                                                | Zeit                                                  |
| ----- | -- | ---------------------------------------------------------------------------------------------- | ----------------------------------------------------- |
| 1     | 07 | Finnland 0000Toimi Alatalo 0000Eero Mäntyranta 0000Väinö Huhtala 0000Veikko Hakulinen          | 2:18:45,6 h 35:03 min 34:45 min 35:01 min 33:56,6 min |
| 2     | 01 | Norwegen 0000Harald Grønningen 0000Hallgeir Brenden 0000Einar Østby 0000Håkon Brusveen         | 2:18:46,4 h 35:07 min 34:41 min 34:17,4 min           |
| 3     | 08 | Sowjetunion 0000Anatoli Scheljuchin 0000Gennadi Waganow 0000Alexei Kusnezow 0000Nikolai Anikin | 2:21:21,6 h 37:17 min 34:22 min 35:11 min 34:31,6 min |
| 4     | 03 | Schweden 0000Lars Olsson 0000Janne Stefansson 0000Lennart Larsson 0000Sixten Jernberg          | 2:21:31,8 h 34:56 min 37:44 min 34:44 min 34:07,8 min |
| 5     | 04 | Italien 0000Giulio Deflorian 0000Giuseppe Steiner 0000Pompeo Fattor 0000Marcello De Dorigo     | 2:22:32,5 h 35:37 min 35:59 min 35:30 min 35:26,5 min |
| 6     | 05 | Polen 0000Andrzej Mateja 0000Józef Rysula 0000Józef Gut-Misiaga 0000Kazimierz Zelek            | 2:26:25,3 h 36:22 min 35:33 min 37:19 min 37:51,3 min |
| 7     | 09 | Frankreich 0000Victor Arbez 0000René Mandrillon 0000Benoît Carrara 0000Jean Mermet             | 2:26:30,8 h 36:50 min 36:46 min 36:41 min 36:13,8 min |
| 8     | 10 | Schweiz 0000Fritz Kocher 0000Marcel Huguenin 0000Lorenz Possa 0000Alphonse Baume               | 2:29:36,8 h 37:43 min 38:15 min 36:37 min 37:01,8 min |
| 9     | 02 | Deutschland 0000Cuno Werner 0000Helmut Hagg 0000Werner Haase 0000Enno Röder                    | 2:31:47,1 h 37:27 min 37:53 min 37:58 min 38:29,1 min |
| 10    | 06 | Japan 0000Takashi Matsuhashi 0000Kazuo Satō 0000Eiji Kurita 0000Akemi Taniguchi                | 2:36:44,9 h 39:02 min 37:41 min 39:17 min 40:44,9 min |
| 11    | 11 | Vereinigte Staaten 0000Mack Miller 0000Karl Bohlin 0000John Dendahl 0000Peter Lahdenpera       | 2:38:01,8 h 37:04 min 40:47 min 39:11 min 40:59,8 min |